# العلاقات السنغالية النيكاراغوية
العلاقات السنغالية النيكاراغوية هي العلاقات الثنائية التي تجمع بين السنغال ونيكاراغوا.

## مقارنة بين البلدين
هذه مقارنة عامة ومرجعية للدولتين:
| وجه المقارنة                                              | السنغال                                              | نيكاراغوا        |
| --------------------------------------------------------- | ---------------------------------------------------- | ---------------- |
| المساحة (كم2)                                             | 196.72 ألف                                           | 130.38 ألف       |
| عدد السكان (نسمة)                                         | 15.85 مليون                                          | 6.22 مليون       |
| الكثافة السكانية (ن./كم²)                                 | 80.57                                                | 47.71            |
| العاصمة                                                   | داكار                                                | ماناغوا          |
| اللغة الرسمية                                             | لغة فرنسية، اللغة الولوفية، باديارا ‏، اللغة البلنتية | اللغة الإسبانية  |
| العملة                                                    | فرنك غرب أفريقي                                      | كوردبا نيكاراغوا |
| الناتج المحلي الإجمالي (بليون دولار)                      | 16.37 مليار                                          | 13.81 مليار      |
| الناتج المحلي الإجمالي (تعادل القوة الشرائية) بليون دولار | 36.62 مليار                                          | 31.63 مليار      |
| الناتج المحلي الإجمالي الاسمي للفرد دولار أمريكي          | 899                                                  | 2.09 ألف         |
| الناتج المحلي الإجمالي للفرد دولار أمريكي                 | 2.33 ألف                                             | 4.92 ألف         |
| مؤشر التنمية البشرية                                      | 0.466                                                | 0.631            |
| رمز المكالمات الدولي                                      | +221                                                 | +505             |
| رمز الإنترنت                                              | .sn                                                  | .ni              |
| المنطقة الزمنية                                           | 00                                                   | 00               |

## منظمات دولية مشتركة
يشترك البلدان في عضوية مجموعة من المنظمات الدولية، منها:
| علم المنظمة | اسم المنظمة                               | تاريخ انضمام السنغال | تاريخ انضمام نيكاراغوا |
| ----------- | ----------------------------------------- | -------------------- | ---------------------- |
|             | مؤسسة التنمية الدولية                     | 31 أغسطس 1962        | 30 ديسمبر 1960         |
|             | يونسكو                                    | 10 نوفمبر 1960       | 22 فبراير 1952         |
|             | وكالة ضمان الاستثمار متعدد الأطراف        | 12 أبريل 1988        | 12 يونيو 1992          |
|             | الأمم المتحدة                             | 28 سبتمبر 1960       | 24 أكتوبر 1945         |
|             | الاتحاد البريدي العالمي                   | ?                    | ?                      |
|             | البنك الدولي للإنشاء والتعمير             | 31 أغسطس 1962        | 14 مارس 1946           |
|             | الاتحاد الدولي للاتصالات                  | 15 نوفمبر 1960       | 12 مايو 1926           |
|             | منظمة حظر الأسلحة الكيميائية              | ?                    | ?                      |
|             | مؤسسة التمويل الدولية                     | 31 أغسطس 1962        | 20 يوليو 1956          |
|             | المركز الدولي لتسوية المنازعات الاستشارية | 21 مايو 1967         | 19 أبريل 1995          |
|             | منظمة التجارة العالمية                    | ?                    | ?                      |
|             | منظمة الشرطة الجنائية الدولية             | ?                    | ?                      |

## وصلات خارجية
- موقع وزارة الخارجية السنغالية
- موقع وزارة الخارجية النيكاراغوية